# Chan Yat Lok
Chan Yat Lok (* 6. Januar 2007) ist ein chinesischer Sprinter, der international für Hongkong startet.

## Sportliche Laufbahn
Erste Erfahrungen bei internationalen Wettbewerben sammelte Chan Yat Lok im Jahr 2023, als er bei den U18-Asienmeisterschaften in Taschkent in 10,61 s die Silbermedaille im 100-Meter-Lauf belegte und über 200 Meter in 22,72 s den achten Platz belegte. Anschließend belegte er bei den U20-Asienmeisterschaften in Yecheon in 10,71 s den achten Platz über 100 Meter und kam mit der Hongkonger 4-mal-100-Meter-Staffel nicht ins Ziel. Daraufhin verpasste er mit der Staffel bei den Asienmeisterschaften in Bangkok mit 39,66 s den Finaleinzug. Im Jahr darauf schied er bei den Hallenasienmeisterschaften in Teheran mit 6,74 s im Halbfinale im 60-Meter-Lauf aus und anschließend gewann er bei den U20-Asienmeisterschaften in Dubai in 10,41 s die Silbermedaille über 100 Meter und siegte in 39,67 s im Staffelbewerb. Im August schied er bei den U20-Weltmeisterschaften in Lima mit 10,64 s in der ersten Runde über 100 Meter aus und belegte mit der Staffel in 40,26 s den achten Platz. 2025 kam er bei den Hallenweltmeisterschaften in Nanjing mit 6,81 s nicht über den Vorlauf über 60 Meter hinaus. Ende Mai schied er bei den Asienmeisterschaften in Gumi mit 10,72 s im Semifinale über 100 Meter aus und gewann mit der Staffel in 39,10 s gemeinsam mit Lee Hong Kit, Kwok Chun Ting und Magnus Johannsson die Bronzemedaille hinter den Teams aus Südkorea und Thailand.

## Persönliche Bestleistungen
- 100 Meter: 10,38 s (+1,5 m/s), 25. April 2024 in Dubai (U20-Landesrekord)
  - 60 Meter (Halle): 6,67 s, 16. Februar 2025 in Hongkong
- 200 Meter: 21,75 s (+1,1 m/s), 26. Februar 2023 in Hongkong